# Мали Камењец
Мали Камењец (слч. Malý Kamenec) насељено је мјесто са административним статусом сеоске општине (слч. obec) у округу Требишов, у Кошичком крају, Словачка Република.

## Становништво
| Година:    | 1994. | 2004.   | 2014.   | 2024.   |
| ---------- | ----- | ------- | ------- | ------- |
| Број људи: | 484   | 457     | 445     | 410     |
| Разлика:   |       | -5,57 % | -2,62 % | -7,86 % |

| Година:    | 2023. | 2024.   |
| ---------- | ----- | ------- |
| Број људи: | 420   | 410     |
| Разлика:   |       | -2,38 % |

Према подацима о броју становника из 2011. године насеље је имало 453 становника.